# Bärbel Kofler

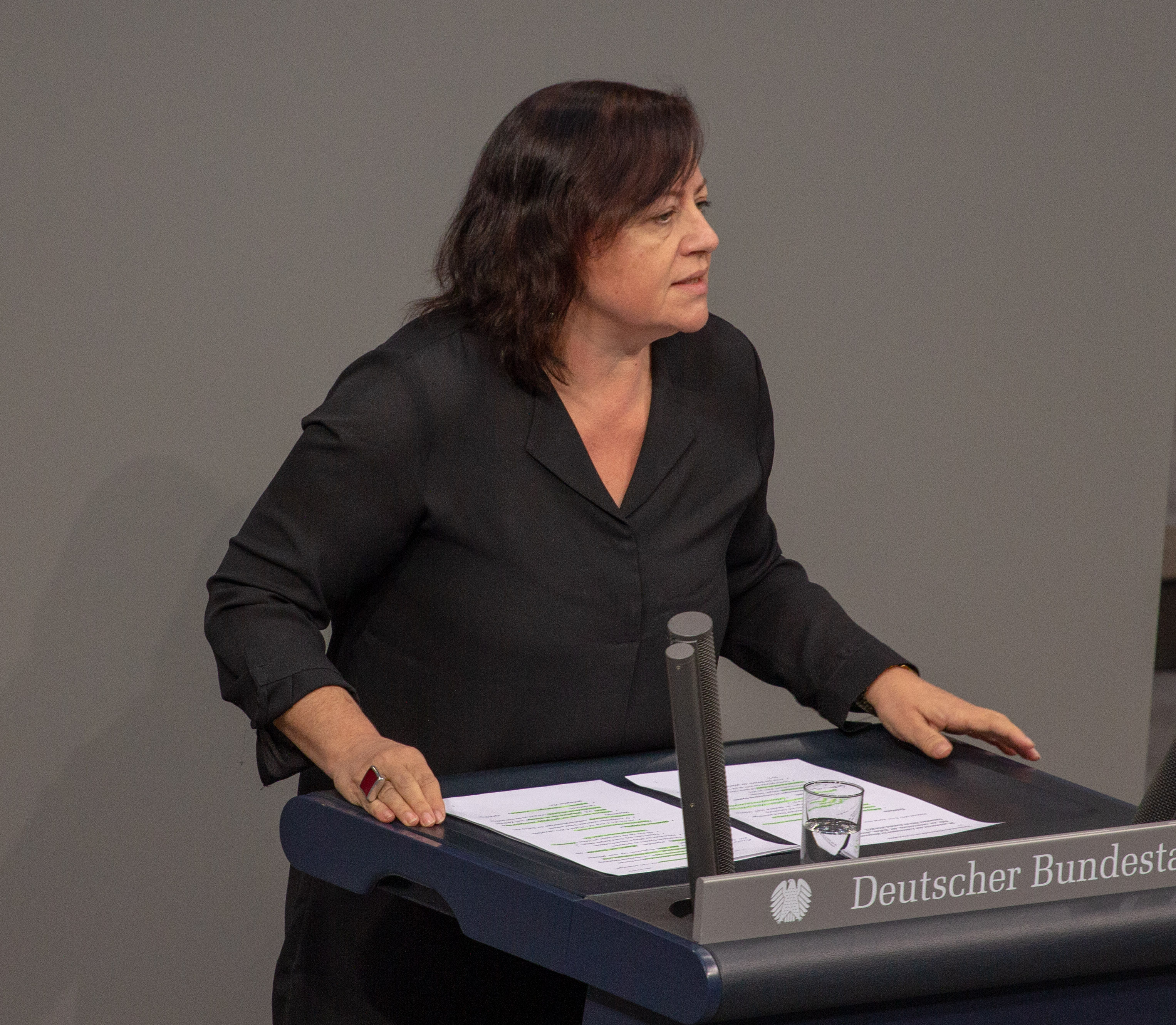
Bärbel Kofler, 2019

Bärbel Kofler (* 24. Mai 1967 in Freilassing) ist eine deutsche Politikerin (SPD). Sie ist seit 2004 Mitglied des Deutschen Bundestages und seit dem 8. Dezember 2021 Parlamentarische Staatssekretärin bei der Bundesministerin für wirtschaftliche Zusammenarbeit und Entwicklung. Von 2016 bis 2021 war sie Beauftragte der Bundesregierung für Menschenrechtspolitik und Humanitäre Hilfe im Auswärtigen Amt.

## Leben und Beruf
Nach der Mittleren Reife im Jahr 1983 absolvierte Kofler zunächst eine Ausbildung zur Bankkauffrau, die sie 1986 abschloss. Im Jahr 1987 erwarb sie auf dem Zweiten Bildungsweg die Fachhochschulreife und begann anschließend ein Studium der Informatik an der Fachhochschule Rosenheim, das sie 1992 als Diplom-Informatikerin (FH) beendete. Im Anschluss daran absolvierte Kofler ein Studium der Sprachwissenschaften, der Russischen und der Spanischen Sprache an der Universität Salzburg. Im Jahr 1998 erfolgte hier auch ihre Promotion zum Dr. phil. mit der Arbeit Sprachpolitik und Sprachsituation in der ehemaligen Sowjetunion und deren Nachfolgestaaten: eine soziolinguistische Untersuchung der Veränderung von Sprachstatus und Sprachdomänen des Russischen und der übrigen Nationalitätensprachen. 
Nachdem sie ab 1996 als Angestellte eines Salzburger Reiseunternehmens gearbeitet hatte, ging sie 1999 als Lektorin beim Deutschen Akademischen Austauschdienst (DAAD) nach Moskau. Anschließend war sie ab 2001 als selbstständige Sprachlehrerin tätig, bis sie 2002 eine Stelle als Dozentin an der Zivildienstschule in Geretsried annahm.
Kofler ist ehrenamtlich im Kuratorium der Hilfsorganisation CARE Deutschland tätig.

## Partei
Kofler ist seit 1991 Mitglied der SPD. Von 2001 bis 2021 gehörte sie dem SPD-Bezirksvorstand Oberbayern und dem SPD-Landesvorstand in Bayern an. Von 2011 bis 2023 war sie Mitglied im Vorstand der SPD-Landesgruppe Bayern der SPD-Bundestagsfraktion.

## Kommunalpolitik
Kofler gehörte in den Jahren 2002 bis 2006 dem Stadtrat von Bad Reichenhall und von 2002 bis 2010 dem Kreistag des Landkreises Berchtesgadener Land an. Seit 2014 sitzt sie für die SPD im Kreistag Traunstein.

## Abgeordnete
Am 21. September 2004 rückte sie für den verstorbenen Abgeordneten Hans Büttner in den Deutschen Bundestag nach und ist seitdem Mitglied des Deutschen Bundestages. Dort gehört sie seit Oktober 2007 dem Vorstand der SPD-Bundestagsfraktion an. Von 2005 bis 2013 war sie Vorsitzende der Deutsch-Ukrainischen Parlamentariergruppe.
Kofler ist stets über die Landesliste Bayern in den Bundestag eingezogen. Ihr Wahlkreis ist Traunstein, das Direktmandat konnte sie nie erringen.
Im 19. Deutschen Bundestag war Kofler ordentliches Mitglied des Auswärtigen Ausschusses. Zudem gehörte sie als stellvertretendes Mitglied dem Gemeinsamen Ausschuss und dem Unterausschuss Vereinte Nationen, internationale Organisationen und Globalisierung an.
Seit dem 8. Dezember 2021 ist sie Parlamentarische Staatssekretärin bei der Bundesministerin für wirtschaftliche Zusammenarbeit und Entwicklung, von 2021 bis 2025 Svenja Schulze, seit 2025 Reem Alabali-Radovan.
Bei der Bundestagswahl 2025 trat Kofler im Bundestagswahlkreis Traunstein an. Über Listenplatz 2 der Landesliste und damit als weibliche Spitzenkandidatin der BayernSPD zog sie in den 21. Deutschen Bundestag ein.